# Die Toggo 5
Die Toggo 5 ist der Name eines deutschen Musikprojekts. Es wurde Ende 2006 aus den fünf Moderatoren des Kinderprogramms Toggo TV des deutschen Fernsehsenders Super RTL gebildet, um eine Single für das Weihnachtsgeschäft aufzunehmen.

## Hintergrund
Der Sender hatte bereits im Jahr zuvor mit der von ihm zusammengestellten und über sein Kinderprogramm vermarkteten Band Banaroo erfolgreich ein Weihnachtsalbum, Christmas World, produziert. Die daraus ausgekoppelte Single Coming Home for Christmas erreichte in Deutschland, Österreich und der Schweiz jeweils die Top Ten der Verkaufscharts.
Um an diesen Erfolg anzuknüpfen, nahmen die fünf Moderatoren Nina Moghaddam, David Wilms, Florian Ambrosius, Paddy Kroetz und Marcus Werner die Single My Wish for Christmas auf. Den Rap-Text dazu schrieb Tommy-Ess, der dann die Rechte an Reinhard Raith (Voodoo & Serano) veräußerte, der den Song anschließend produzierte. Der Song folgte der gleichen Formel, mit der Banaroo bereits erfolgreich waren: ein langsamer Poptrack, der mit weihnachtlichen Arrangements unterlegt wurde. Die Melodie wurde dem Popsong "Esli hochesch ostat'sya" der russischen Popband "Diskoteka Avariya" entnommen.
Die Single wurde zum offiziellen Song der Benefizaktion ChariTree des Fernsehsenders RTL gekürt. Aus dem Erlös jeder verkauften CD ging ein Euro an das Projekt Schule schenken, einer Hilfsinitiative für suchtgefährdete und suchtkranke Kinder und Jugendliche in Berlin. Nach ihrer Veröffentlichung erreichte sie auf Anhieb die Top-20 der deutschen Singlecharts.

## Diskografie
Singles
- 2006: My Wish For Christmas